# Parasita de ninhada

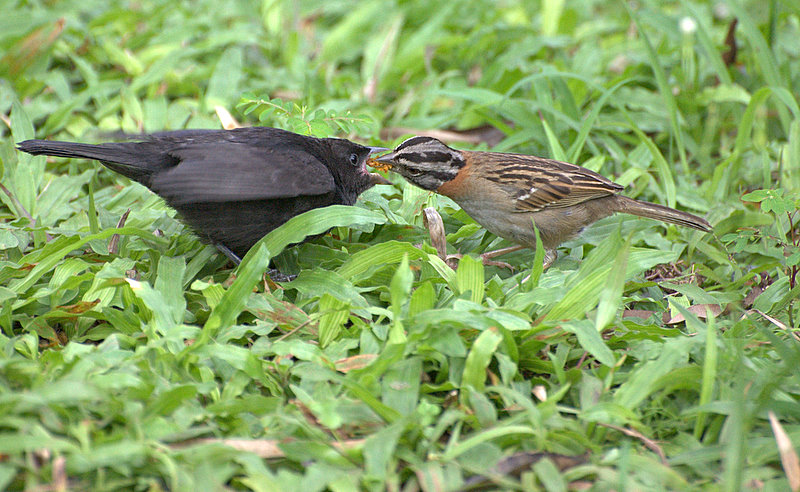
Um chupim jovem sendo alimentado por um tico-tico

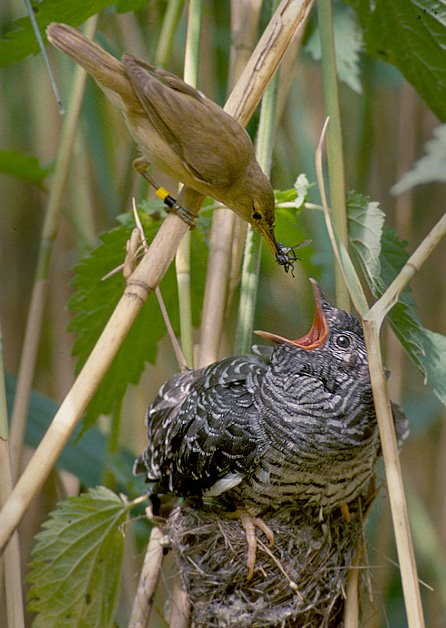
Uma felosa a criar um cuco, uma espécie parasita de ninhada.

Parasitas de ninhada são organismos que usam a estratégia de parasitismo de ninhada, uma espécie de cleptoparasitismo observada entre as aves, os peixes e os insetos, envolvendo a manipulação de um hospedeiro (da mesma ou de outra espécie) para criar as crias do parasita de ninhada.